# Иоганн Кристиан Бжегский
Иоганн Кристиан Бжегский (28 августа 1591, Олава  — 25 декабря 1639, Оструда) — князь Легницкий (1602—1612), Волувский (1602—1612), Бжегский (1602—1633) и Олавский (1605—1633), генеральный староста Силезии (1617—1621).

## Молодость
Представитель легницкой линии Силезских Пястов. Второй сын князя Иоахима Фридриха Легницко-Бжегского (1550—1602) и Анны Марии Ангальтской (1561—1605).
Родился 28 августа 1591 года в замке в Олаве. Через две недели, 14 сентября, в местной церкви Святых Петра и Павла состоялось его крещение, во время которого он получил двойное имя в честь своих дядей, князя Иоганна Георга Олавского и князя Кристиана Ангальтского.
25 марта 1602 года скончался его отец, князь Иоахим Фридрих Легницко-Бжегский. Иоганну Кристиану тогда было неполных одиннадцать лет, а его младший брат, Георг Рудольф, был в возрасте семи лет. Поэтому с 1602 по 1605 год регентшей княжества при малолетних сыновьях была их мать, вдовствующая княгиня Анна Мария Ангальтская. В 1605 году после смерти Анны Марии Ангальтской новым регентом княжества стал князь зембицкий и олесницкий Карл II Подебрадович, муж их тетки Елизаветы Магдалены Бжегской.
В течение некоторого времени Иоганн Кристиан проживал в Кросно-Оджаньске (Кроссен-на-Одере), где он познакомился со своей будущей первой женой Доротеей Сибиллой Бранденбургской.

## Начало правления
В 1609 году Иоганн Кристиан достиг совершеннолетия и стал самостоятельно править в Легницком и Бжегском княжествах. 7 октября во Вроцлаве он принес вассальную присягу на верность императору Священной Римской империи Рудольфу II Габсбургу. В 1612 году его младший брат Георг Рудольф был официально объявлен совершеннолетним. 8 мая того же 1612 года братья разделил между собой отцовские владения (предыдущие договоренности по этому вопросу были согласованы в 1611 году). Георг Рудольф получил Легницу, Волув, Злоторыю, Гродзец, Проховице, Винско, Вонсош, Рычень и Рудну, а его старший брат Иоганн Кристиан — Бжег, Олаву, Стшелин, Немчу, Ключборк и Бычину.

## Переход в кальвинизм
В 1613 году князь Иоганн Кристиан Бжегский, который был лютеранином, начал исповедовать кальвинизм. Вместе с ним в кальвинизм перешел и его младший брат, князь Георг Рудольф Легницкий. Перейдя в кальвинизм, Пясты последовали примеру своего шурина Иоганна Сигизмунда, курфюрста Бранденбургского, который уже на протяжении двух лет исповедовал кальвинизм. Тем самым братья хотели возобновить прежний союз между Легницко-Бжегским княжеством и Гогенцоллернами.

## Тридцатилетняя война
В 1617 году новым королем Чехии был избран Фердинанд II Габсбург. Новый правитель, воспитанный иезуитами в качестве ревностного католика, еще во время своего правления в Штирии зарекомендовался себя как решительного сторонника Контрреформации. Его избрание на чешский престол не встретило поддержи со стороны протестантов, тем более, когда выяснилось, что Фердинанд II не проявлял толерантности к протестантам. Конфликт между Чехией и Фердинандом усилился, когда новый монарх стал стремиться к введению абсолютизма. В 1618 году в Чехии произошел политический кризис. В начавшейся гражданской войне между Чехией и Габсбургской империей князь Иоганн Кристиан Бжегский стоял на стороне Чехии. По настоянию Иоганна Георга Гогенцоллерна, принца Крновского, его брата Георга Рудольфа Легницкого и его кузенов, князей олесницких Генриха Вацлава Подебрадовича и Карла Фридриха Подебрадовича, князь Иоганн Кристиан Бжегский, будучи генеральным старостой Силезии (эту должность он занимал с 1617 года), принял решение о формировании отрядов, которые под командованием Иоганна Георга Гогенцоллерна отправились на помощь чешским повстанцам. В 1619 году статы Чехии объявили о детронизации Фердинанда II Габсбурга, а 26 июля избрали новым королем курфюрста Фридриха V Пфальцского, исповедующего кальвинизм. Решение станов Чехии 6 октября поддержали станы Силезии на съезде в Бжеге, столице Иоганна Кристиана.
Иоганн Кристиан Бжегский был горячим сторонником нового чешского короля. После избрания Фридриха V Пфальцского на чешский престол Иоганн Кристиан Бжегский возглавил провинциальное правительство Силезии. 27 февраля 1620 года на съезде во Вроцлаве станы Силезии принесли ленную присягу на верность Фридриху V, во время которой текст ленной присяги зачитал князь Бжегский. Иоганн Кристиан также исполнял дипломатические обязанности в пользу нового чешского монарха Фридриха V. Он стремился собрать на территории Польши побольше войск, чтобы поддержать гражданскую войну в Чехии против Габсбургов. Также он установил контакты с антигабсбургской оппозицией в Венгрии, заручившись поддержкой князя Трансильвании Габора Бетлена. В Силезии Иоганн Кристиан уговорил ряд дворян присоединиться к антигабсбургской коалиции, обещая им военную помощь. Однако после прохождения через Силезию отрядов лисовчиков, отличавшихся особой жестокостью, антигабсбургские настроения стали гаснуть. 8 ноября 1620 года в битве на Белой Горе габсбургская армия нанесла решительное поражение чешскому войску. Днем позже Прага была оккупирована Габсбургами.
Продолжая искренне поддерживать Фридриха V Пфальцского, князь Иоганн Кристиан Бжегский призвал станы Силезии принять налоги на дальнейшее ведение войны. Однако дальнейшие успехи Фердинанда II привели к тому, что ряд имперских князей перестали поддерживать Фридриха V, который 23 декабря 1620 года признал своё поражение и укрылся при дворе своего шурина, курфюрста Георга Вильгельма Бранденбургского. Провинциальное правительство Силезии получило от него согласие на переговоры с победителями. 28 февраля 1621 года в Дрездене при посредничестве курфюрста Саксонии Иоганна Георга I было подписано мирное соглашение. Станы Силезии поклялись в верности императору Священной Римской империи, а также обязались разорвать отношения с его врагами. Кроме того, участники восстания получили амнистию за сумму 300 000 гульденов (кроме верховного главнокомандующего войск Силезии принца Крновского Иоганна Георга Гогенцоллерна).
Опасаясь за свою жизнь, Иоганн Кристиан Бжегский в апреле 1621 года отправился в Франкфурт-на-Одере (который находился во владениях курфюрста Бранденбурга Георга Вильгельма, племянника его жены Доротеи Сибиллы), где уже с конца февраля находилась его семья. Тогда же Иоганн Кристиан отказался от должности генерального старосты Силезии, которая по решению императора Фердинанда II досталась его брату, князю Георгу Рудольфу Легницкому. При посредничестве саксонского курфюрста 8 декабря 1621 года Иоганн Кристиан спокойно вернулся в своё княжество.
В последующие годы Тридцатилетней войны Иоганн Кристиан Бжегский не участвовал в политических играх. Несмотря на это, он вынужден был в очередной раз отправиться в изгнание. В 1630 году в Тридцатилетнюю войну вступил король Швеции Густав II Адольф Ваза. Под его давлением курфюрст Иоганн Георг I Саксонский, который ранее верой и правдой стоял на стороне императора, перешел на сторону антигабсбургской коалиции. В 1632 году саксонская армия под командованием генерала Ганса Георга фон Арнима вторглась в Силезию, захватив несколько княжеств, в том числе Бжегское княжество со столицей, которую саксонцам сдал сам Иоганн Кристиан. В следующем 1633 году в Силезию вступили императорские войска под командованием барона Ганса Ульриха Шаффгоча, мужа Барбары Агнессы, сестры Иоганна Кристиана. Императорские силы разбили саксонскую конницу в битве под Олавой и заняли Стшелин, но вскоре были вынуждены отступить. Несмотря на это, императорские войска получили преимущество и уже осенью 1633 года Силезия была очищена от войск антигабсбургской коалиции. Между тем, Иоганн Кристиан был обвинен в сдаче Бжега саксонцам, и ему пришлось с семьей и двором бежать из столицы своего княжества. Вначале он отправился в Волув, оттуда переехал в Вонсош, откуда, чувствуя угрозу со стороны отрядов барона Шаффгоца, вместе с братом Георгом Рудольфом, 12 октября 1633 года бежал в Польшу, остановившись в Лешно.

## Эмиграция в Польше
20 октября 1633 года князь Иоганн Кристиан Бжегский прибыл в Торунь, где он арендовал дом, получив предварительно разрешение польского короля Владислава IV Вазы на жительство в Польше. В это время курфюрст Бранденбургский Георг Вильгельм, в рамках невыплаченного ранее приданого умершей в 1625 году Доротеи Сибиллы (жены Иоганна Кристиана), передал последнему Оструду в Восточной Пруссии, на что также получил разрешение монарха Речи Посполитой, верховного сюзерена Пруссии.
В 1634 году Иоганн Кристиан прибыл в Силезию, чтобы наладить связи с некоторыми протестантскими князьями и городами. Тогда, вероятно, по его инициативе, была озвучена никогда не реализованная идея убедить станы Силезии признать верховную власть короля Польши Владислава IV Вазы, который неоднократно обращался к императору Фердинанду II, защищая жителей Силезии.
Иоганн Кристиан уже никогда не вернулся в Бжегское княжество, чтобы в нем править. В 1635 году император Фердинанд II Габсбург признал главой Бжегского княжества Георга III, старшего сына Иоганна Кристиана, который занимал должность администратора в княжестве. В январе 1635 года Иоганн Кристиан вернулся в Торунь. 4 октября 1636 года, после получения согласия курфюрста Бранденбурга Георга Вильгельма на управление Острудой, Иоганн Кристиан вместе с семьей прибыл в Оструду, где оставался до своей смерти.

## Смерть
Иоганн Кристиан Бжегский скончался от воспаления легких 25 декабря 1639 года в Оструде, через полгода после своей второй жены Анны Ядвиги фон Зитцш. Через четыре месяца, 19 апреля 1640 года, тело князя было отправлено в Бжег, куда гроб прибыл 1 мая. Однако похороны Иоганна Кристиана состоялись только через год после смерти, 12 декабря 1640 года. Его тело было захоронено в замковой церкви Святой Ядвиги в Бжеге рядом с первой женой Доротеей Сибиллой.

## Браки
12 декабря 1610 года в Берлине князь Иоганн Кристиан Бжегский женился первым браком на Доротее Сибилле (9 октября 1590 — 19 марта 1625), младшей дочери курфюрста Иоганн Георга Брандебургского (1525—1598) и его третьей супруги Елизаветы Ангальтской (1563—1607). В качестве приданого Иоганн Кристиан Бжегский получил 30 000 талеров. 30 декабря молодые супруги прибыли в Легницу, где они жили в течение года, откуда 6 декабря 1611 года переехали в Бжег. Доротея Сибилла умерла там же, 9 марта 1625 года после более чем 14 лет брака, в течение которого она родила тринадцать детей. Её тело было захоронено 14 мая 1625 года в замковой церкви Святой Ядвиги в Бжеге.
в следующем году Иоганн Кристин женился повторно. 13 сентября 1626 года в Бжеге он женился на 15-летней Анне Ядвиге фон Зитцш (13 января 1611 — 16 июля 1639), дочери маршала епископского двора Фридриха фон Зитцша. Невеста была родственницей Иоганна VI фон Зитцша (1552—1608), епископа вроцлавского и генерального наместника Силезии. Согласно стандартам Силезских Пястов, второй брак князя был признан морганатическим. Система наследования с 24 июня 1626 года исключало потомство от этого союза от прав на Легницко-Бжегское княжество. Через полтора года, 7 декабря 1627 года, император Фердинанд II Габсбург подписал указ, в котором пожаловал Анне Ядвиге титул баронессы, а через два месяца, 18 февраля 1628 года, император в Регенсбурге наградил старшего сына Иоганна Кристиана и Анны Ядвиги, Августа, титулом барона. Анна Ядвига скончалась за полгода перед Иоганном Кристианом, 16 июля 1639 года в Оструде, где 5 октября и была похоронена.

## Потомки
От двух браков князь Иоганн Кристиан имел двадцать детей. От первого брака с Доротеей Сибиллой Бранденбургской у него родилось восемь сыновей и пять дочерей. Однако только пятеро детей дожили до совершеннолетия. Дети от первого брака:
- Георг III (4 сентября 1611, Бжег — 4 июля 1664, Бжег), князь Бжегский
- Иоахим (20 декабря 1612 — 9 февраля 1613)
- Генрих (2/3 февраля 1614 — 4 февраля 1614)
- Эрнст (2/3 февраля 1614 — 4 февраля 1614), близнец Генриха
- Анна Эльжбета (1 апреля 1615 — 28 марта 1616)
- Людвик IV (19 апреля 1616, Бжег — 24 ноября 1663, Легница), князь Легницкий
- Рудольф (9 апреля 1617 — 8 февраля 1633)
- Кристиан (19 апреля 1618, Олава — 28 февраля 1672, Олава), князь Олавский, Легницкий, Бжегский и Волувский
- Август (18 марта 1619 — 12 марта 1620)
- Сибилла Маргарита (20 июня 1620, Бжег — 26 июня 1657, Гданьск), жена с 23 октября 1637 года имперского графа и воеводы поморского Герарда VII Денгофа (1590—1648)
- Доротея (16 августа 1622 — 26 августа 1622)
- Агнесса (16 августа 1622 — 3 сентября 1622), близнец Доротеи
- София Магдалена (14 июня 1624, Бжег — 28 апреля 1660, Олава), жена с 2 декабря 1642 года Карла Фридриха I Подебрадовича, князя Зембицкого и Олесницкого (1593—1647)

От второго брака с Анной Ядвигой фон Зитцш у князя Иоганна Кристиана Бжегского было семь детей (четверо сыновей и три дочери):
- Август (21 августа 1627, Бжег — 14 мая 1679), барон Легницкий с 1628 года, граф Легницский с 1664 года. Владел Пшеворно и Канторовице
- Доротея Сибилла (17 июля 1628 — 18 июня 1629)
- Сын (род. и ум. 30 июня 1629)
- Эрнст (27 ноября 1630 — 16 марта 1631)
- Жигмунд (31 января 1632, Бжег — 14 июля 1664), барон Легницкий. Женат с 1 октября 1659 года на баронессе Еве Элеоноре фон Бибран-Модлау (1644—1671), брак бездетен. Ему принадлежали имения Кондратовице, Янув и Радзикув
- Иоганна Елизавета (8 июня 1634, Торунь — 30 октября 1673, Свентник), муж с 3 ноября 1651 года чешский барон Зденек Ховара Берк фон Дуб унд Лиепа (ум. 1680)
- Анна Кристина (18 октября 1636, Оструда — 5 сентября 1642, Бжег).